# Восстание наёмников в Карфагене
Ливийская война (греч. Λιβυκὸν πόλεμον), или Наёмническая война, или Непримиримая война — борьба карфагенских властей с собственным взбунтовавшимся наёмным войском и примкнувшими к нему ливийцами, велась в Карфагене в 240—238 годах до н. э..

## Предыстория
Восстание началось сразу после окончания Первой Пунической войны, проигранной Карфагеном. Большие расходы на ведение войны и огромная военная контрибуция, выплачиваемая Риму, привели к тому, что у Карфагена не осталось достаточно средств, чтобы рассчитаться с 20 тысячами наёмников, ранее служивших под командованием Гамилькара Барки и вернувшихся после войны из Сицилии. По условиям мирного договора Карфагена с Римом, заключённого в 241 году до н. э., карфагеняне должны были вывести все войска из Сицилии.
Традиционно карфагенская армия была наёмной и включала лиц самого разного происхождения. Согласно сообщению Диодора Сицилийского, среди них были иберы, кельты, балеарцы, финикийцы, лигуры и беглые греческие рабы. Но больше всего среди них было ливийцев, насильственно мобилизованных в карфагенскую армию путём рекрутского набора.
Эвакуацией наёмных войск из Сицилии занимался комендант Лилибея Гискон. Он очень благоразумно решил отправлять воинов в Карфаген небольшими партиями через определённые промежутки времени, чтобы не допускать в городе значительного скопления наёмников с тем, чтобы наёмники не могли соединиться вместе и после выплаты жалованья по отдельности уезжали на родину.
Однако все тонкие расчёты Гискона были сорваны неуместной скаредностью карфагенских олигархов. Они, вопреки продуманной и разумной политике карфагенского полководца, поступили прямо противоположным образом — собрали всё войско наёмников вместе в городе Сикка в юго-западной части страны и предложили им согласиться на значительно меньший размер компенсации за невыплаченное жалованье. Ганнон Великий встретился с лидерами наёмников, требовавшими выплаты обещанных денег, и заявил, что Карфаген не может сразу выполнить их требования.
В результате «трудовой спор» по поводу невыплаты денег перешёл в вооружённый конфликт — наёмники восстали 
и захватили город Тунет (современный Тунис). Это создало прямую угрозу Карфагену и у него не осталось иного выбора, кроме как согласиться с требованиями наёмников и начать выплаты немедленно. В это время среди лидеров наёмников выдвинулись ливиец Матос и грек, беглый раб Спендий. Они убеждали остальных в том, что, после того, как наёмники из отдалённых стран получат своё и отправятся домой, карфагеняне расправятся с теми, кто останется в Африке, и подстрекали наёмников к восстанию. Так в высшей степени неразумная попытка карфагенского правительства уменьшить плату наёмникам вызвала сильнейшее восстание — ливийские крестьяне, подвергавшиеся жестокой эксплуатации со стороны Карфагена и остро ненавидевшие карфагенскую власть, массово поддержали бунт наёмников.

## Ход военных действий
В 240 году до н. э. в Карфагене началось мощное восстание, которое продлилось около трёх лет и едва не закончилось гибелью самого карфагенского государства. Оно началось с нападения наёмников на руководившего выплатами Гискона и его людей. Гискон был захвачен в плен, а привезённые им деньги разграблены. После этого Спендий и Матос, ставшие лидерами наёмников (среди других лидеров восстания известны галл Автарит и балеарец Зарксас), стали призывать в свою армию ливийцев, обещая им освобождение от власти Карфагена.
Их призыв был услышан и ливийцы почти единодушно поддержали восстание. В лагерь у Тунета отовсюду потянулись отряды ливийских воинов; со всех сторон посылали продовольствие и другие припасы. Энтузиазм угнетённого ливийского населения был настолько велик, что люди жертвовали для победы всё своё достояние, включая даже женские украшения. Как сообщает Полибий,
не нужно было никаких особых убеждений, почти не нужно было и приглашений туземным племенам, чтоб они приняли участие в восстании; даже женщины и девушки, у многих из которых были уводимы мужья, отцы и братья, помогали восстанию и давали свои наряды на жалованье воинам.
После этих народных взносов в руках Матоса и Спендия оказались огромные средства; они не только уплатили своим товарищам жалованье, но и сохранили значительные суммы на будущее.
Всего в армию повстанцев влилось, по сведениям Полибия, около 70 тысяч ливийцев, а также 2 тысячи нумидийцев во главе с нумидийским царевичем Наравасом (Нар Гавасом), в армию которых также входили слоны. Так обычный солдатский бунт наёмников перерос в народно-освободительную войну ливийского населения — Ливийскую войну, как её называют античные источники. Повстанцы осадили города Утику и Гиппакрит (Гиппон), нанесли поражение армии Ганнона в битве у Утики и захватили остров Сардиния. Сардинские наёмники предложили Риму присоединить остров к римским владениям, но сначала получили отказ.
По мнению Диодора Сицилийского, эта война была даже более тяжёлой для карфагенян, чем Первая Пуническая война. Карфаген был вынужден воевать по сути с собственной армией и притом с её лучшей частью, с опытными, закалёнными во многих сражениях ветеранами. Для борьбы с ней Карфагену пришлось создать новую армию из мирных граждан, которых пришлось заново оснащать и обучать военному делу. Карфаген смог это сделать, поскольку в его распоряжении оказались прекрасные стратеги, равных которым не оказалось у восставших.
В начале войны командование новой карфагенской армией было разделено между Ганноном и Гамилькаром Баркой (несмотря на вражду последнего с некоторыми влиятельными представителями карфагенской знати, в том числе с Ганноном), незадолго до этого вернувшимся из Испании. Гамилькар смог нанести восставшим несколько поражений: первое — армии Спендия у реки Баграды. Этому поспособствовал переход на сторону Карфагена нумидийцев во главе с Наравасом. С захваченными пленными Гамилькар обошёлся чрезвычайно мягко. Он не стал убивать их и предложил им вернуться на службу Карфагену, а тех, кто не пожелал служить, отпустил на все четыре стороны, предупредив, однако, что они будут беспощадно наказаны, если снова будут захвачены с оружием в руках.
Однако вожди восстания, опасаясь, что амнистия повлечёт за собой раскол среди повстанцев и массовый переход наёмников на сторону Карфагена, поступили противоположным образом — жестоко казнили Гискона и 700 других пленных карфагенян — им отрезали руки и ноги и сбросили умирать в яму — и отказались выдать их тела для погребения. Более того, повстанцы объявили, что все карфагеняне, которые попадут в плен, будут казнены, а всем союзникам карфагенян, которые будут захвачены в плен, пригрозили отрезать руки.
Такая жестокость привела к тому, что и Гамилькар стал беспощаден к мятежным наёмникам. Началась настоящая война на взаимное истребление, которую Полибий назвал «Непримиримой войной».
Так как обнаружилось, что вражда Ганнона и Гамилькара наносит ущерб ведению войны, карфагенское правительство, всегда опасавшееся единовластия полководцев, с большой неохотой было вынуждено принять решение о передаче командования всей армией кому-то одному из них. Солдатам было предложено самим избрать главнокомандующего, в результате на войсковых выборах победил Гамилькар.
В это время на сторону восставших добровольно перешли города Утика и Гиппакрит. Утика даже обратилась к римскому сенату с просьбой принять её в систему римских союзов.
Однако Рим не только отказался принять это предложение, но даже стал оказывать помощь карфагенянам, организовав снабжение Карфагена продовольствием. В обмен на захваченных карфагенянами италийских купцов, снабжавших восставших товарами, римляне вернули карфагенских пленных, оставшихся от сицилийской войны. Более того, римский сенат запретил италикам торговать с восставшими ливийцами и всячески рекомендовал снабжать карфагенян. Карфагену даже было разрешено набирать наёмников в Италии.
Другим союзником Карфагена стали Сиракузы, возглавляемые тираном Гиероном II, который понимал, что падение Карфагена может вызвать дестабилизацию ситуации в его собственных владениях и, что ещё важнее, сделает Сиракузы беззащитными перед угрозой со стороны Рима. В это время объединённая армия наёмников осадила Карфаген, но Гамилькар, нанеся удары по их линиям снабжения, вынудил восставших отступить и снять осаду. Тем не менее, в его распоряжении всё ещё находилась меньшая армия, чем у восставших, и он был вынужден действовать очень осторожно, избегая открытого столкновения.

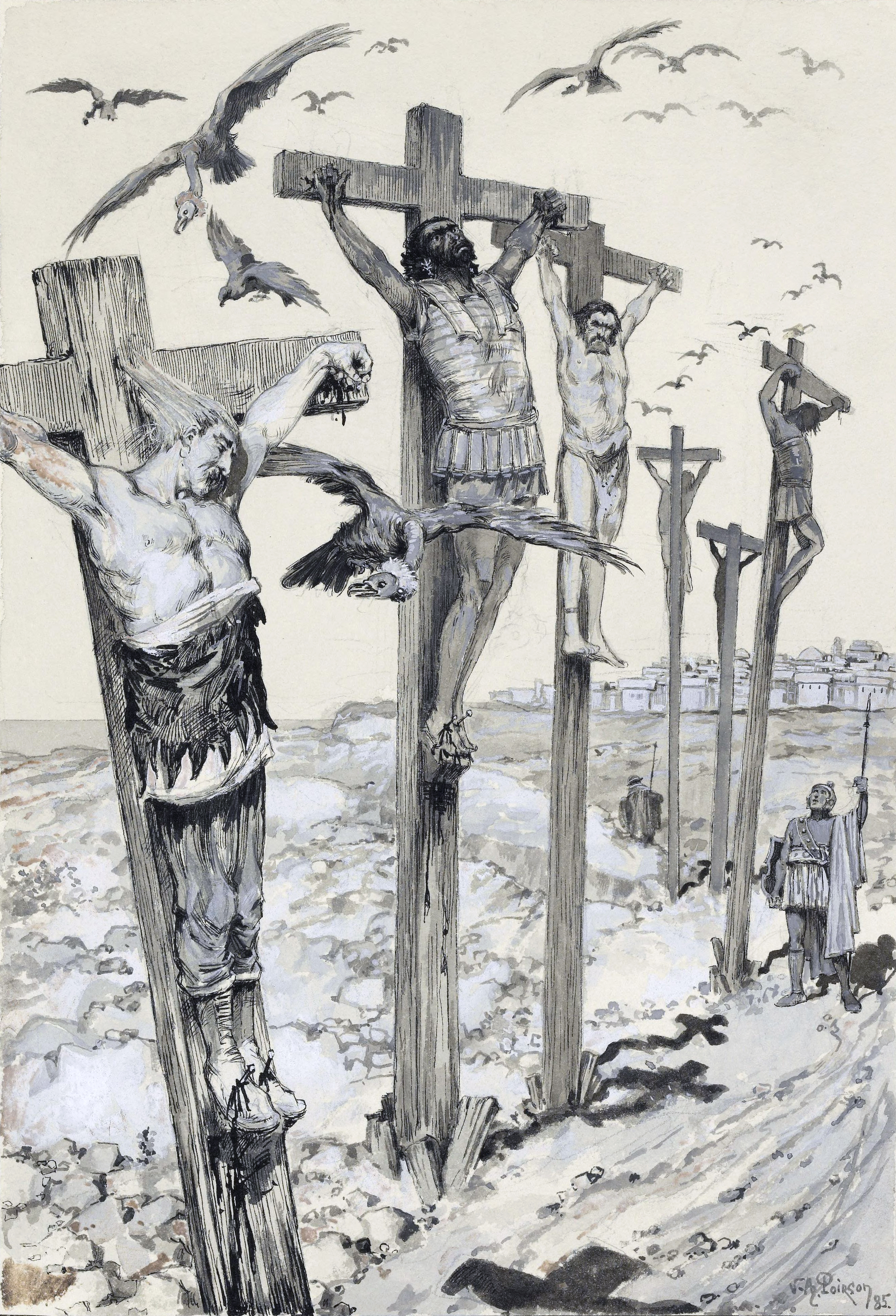
Казнь предводителей мятежников на крестах. Иллюстрация к «Саламбо» Г. Флобера (издание 1890 года)

Перелом в войне наступил в 238 году до н. э., когда Гамилькару удалось заманить основную часть сил восставших наёмников — 50 тыс. человек — в ущелье Пилы и там взять их в осаду. В результате восставшие стали медленно погибать от голода и вскоре дело среди них дошло до каннибализма. Карфагеняне выпустили лидеров восставших (в том числе Автарита, Спендия и Зарзаса) из ущелья для участия в переговорах и взяли их в плен. Оставшаяся часть армии попыталась вырваться из ущелья, но была перебита карфагенянами. Их вожди были распяты на крестах под стенами Тунета, где была осаждена единственная оставшаяся армия восставших, которой командовал Матос.
После уничтожения основных сил восставших перевес был явно на стороне Карфагена. Гамилькар и другой полководец — Ганнибал — начали восстанавливать карфагенскую власть в ливийских городах, в одних дипломатией, в других силой оружия.
Командовать осаждающими Тунет карфагенскими войсками был оставлен адмирал Ганнибал. Однако Матос, воспользовавшись беспечностью адмирала, совершил внезапную вылазку, напал на армию Ганнибала и захватил его в плен и распял на том самом кресте, на котором погиб Спендий, вместе с ним были убиты еще 30 знатных карфагенян.
Это поражение заставило Карфаген объявить всеобщую мобилизацию и в армию были зачислены все граждане, способные носить оружие. Эта чрезвычайная мера вскоре принесла плоды: Гамилькар, на помощь которому пришли подкрепления из Карфагена во главе с Ганноном, разгромил армию ливийских повстанцев. Матос попал в плен, и карфагеняне забили его до смерти на улицах города во время триумфального шествия карфагенской армии.
Несмотря на поражение Матоса при Тунете и полный разгром наёмников, города Утика и Гиппакрит пытались продолжать борьбу. Но их сопротивление также было сломлено, когда армия Гамилькара Барки осадила и разрушила Утику, а армия Ганнона — Гиппакрит. Так в 238 году до н. э. завершилась Ливийская война, которая продлилось почти 3 года и 4 месяца и, по словам Полибия, была «самая жестокая и исполненная беззаконий из всех известных нам в истории войн».

## Восстание на Сардинии
Одновременно с мятежом в африканских владениях Карфагена в 240 году до н. э. произошло меньшее по размерам восстание наёмников на Сардинии, которые смогли временно захватить контроль над островом. Восставшие перебили всех захваченных карфагенян, в том числе и собственного полководца Бостара. На подавление мятежа прибыл Ганнон Сардинский, но его войско также перешло на сторону восставших и он был ими распят.
Обоснованно опасаясь после совершенных жестокостей ответных репрессий карфагенян, повстанцы предложили Риму присоединить остров к своим владениям. Тогда Рим отказал им в этом, исходя из собственных интересов, чтобы Карфаген смог восстановиться экономически и выплатить контрибуции, наложенные на него после Первой Пунической войны. Рим даже косвенно поддержал своего бывшего противника, отпустив пленных карфагенских солдат и запретив торговать с восставшими наёмниками.
Однако, вскоре против наёмников выступило местное население (сарды). Они очистили остров от мятежников и заставили их бежать в Италию.
Тогда в 238 году до н. э. разбитые и напуганные сардинские повстанцы вторично обратились за защитой в Рим, снова предложив захватить Сардинию. На этот раз римский сенат согласился с их предложением и начал готовить экспедицию для оккупации Сардинии и Корсики. В 237 году до н. э. Карфаген, подавив восстание в своих африканских владениях, начал снаряжать военный флот, чтобы вернуть эти острова. Римляне воспользовались этими приготовлениями как предлогом, чтобы объявить Карфагену войну, заявив, что карфагеняне нарушили мир и их военные приготовления были направлены против Рима.
Крайне ослабленный как в результате Первой Пунической войны, так и восстания наёмников, Карфаген не имел никаких сил для новой, уже третьей подряд войны и должен был сразу же сдаться без борьбы. Таким образом, Рим, воспользовавшись слабостью поверженного врага, одной лишь угрозой войны захватил у него два больших острова, имевших огромное стратегическое и экономическое значение. Карфаген же был вынужден заключить унизительный мир, не только отказавшись от всех претензий на Сардинию и Корсику, но и выплатить Риму дополнительную контрибуцию в размере 1200 талантов в возмещение римских военных расходов.

## Последствия
Война имела огромные последствия для Карфагена: как внешне-, так и внутриполитические. Карфаген лишился Сардинии и Корсики, захваченных Римом, который использовал временную слабость бывшего противника для значительного расширения своих владений. При этом победа Гамилькара Барки значительно увеличила авторитет и влияние семьи Баркидов, в результате чего самый известный член этой семьи, Ганнибал, привёл Карфаген ко Второй Пунической войне.
Утрата двух крупных и очень важных в стратегическом и экономическом отношениях островов и наглое вымогательство Римом крупной дополнительной контрибуции, естественно, вызвали сильное негодование в Карфагене, но в это время он был бессилен противостоять римской агрессии. Потеря Сардинии, наряду с потерей Сицилии после Первой Пунической войны означала также, что торговля, традиционный источник богатства Карфагена, теперь серьёзно подорвана. Это заставило карфагенян искать новые источники богатств и привело Гамилькара, вместе со своим зятем Гасдрубалом и сыном Ганнибалом к замыслам создать путём завоевания новые владения на Пиренейском полуострове, вне сферы влияния Рима. Эта страна впоследствии стала источником огромных богатств и значительных воинских контингентов Ганнибала в начале Второй Пунической войны.

## В культуре
Роман Гюстава Флобера «Саламбо», созданный в 1862 году, описывает наёмническую войну и разворачивающуюся на её фоне историю любви Матоса и карфагенской жрицы Саламбо, дочери Гамилькара Барки. Большинство главных персонажей романа — реальные исторические личности (лидеры восстания или карфагенские полководцы), за исключением самой Саламбо. Роман, в свою очередь, стал основой для двух одноимённых фильмов (1914 и 1960), нескольких опер и компьютерной игры.